# Lignes directrices de l'OCDE pour les essais de produits chimiques
 (juin 2025).
Si vous disposez d'ouvrages ou d'articles de référence ou si vous connaissez des sites web de qualité traitant du thème abordé ici, merci de compléter l'article en donnant les références utiles à sa vérifiabilité et en les liant à la section « Notes et références ».
 (juin 2025).
La mise en forme du texte ne suit pas les recommandations de Wikipédia : il faut le « wikifier ».
Les points d'amélioration suivants sont les cas les plus fréquents. Le détail des points à revoir est peut-être précisé sur la page de discussion.
- Les titres sont pré-formatés par le logiciel. Ils ne sont ni en capitales, ni en gras.
- Le texte ne doit pas être écrit en capitales (les noms de famille non plus), ni en gras, ni en italique, ni en « petit »…
- Le gras n'est utilisé que pour surligner le titre de l'article dans l'introduction, une seule fois.
- L'italique est rarement utilisé : mots en langue étrangère, titres d'œuvres, noms de bateaux, etc.
- Les citations ne sont pas en italique mais en corps de texte normal. Elles sont entourées par des guillemets français : « et ».
- Les listes à puces sont à éviter, des paragraphes rédigés étant largement préférés. Les tableaux sont à réserver à la présentation de données structurées (résultats, etc.).
- Les appels de note de bas de page (petits chiffres en exposant, introduits par l'outil «  Source ») sont à placer entre la fin de phrase et le point final[comme ça].
- Les liens internes (vers d'autres articles de Wikipédia) sont à choisir avec parcimonie. Créez des liens vers des articles approfondissant le sujet. Les termes génériques sans rapport avec le sujet sont à éviter, ainsi que les répétitions de liens vers un même terme.
- Les liens externes sont à placer uniquement dans une section « Liens externes », à la fin de l'article. Ces liens sont à choisir avec parcimonie suivant les règles définies. Si un lien sert de source à l'article, son insertion dans le texte est à faire par les notes de bas de page.
- La présentation des références doit suivre les conventions bibliographiques. Il est recommandé d'utiliser les modèles {{Ouvrage}}, {{Chapitre}}, {{Article}}, {{Lien web}} et/ou {{Bibliographie}}. Le mode d'édition visuel peut mettre en forme automatiquement les références.
- Insérer une infobox (cadre d'informations à droite) n'est pas obligatoire pour parachever la mise en page.

Pour une aide détaillée, merci de consulter Aide:Wikification.
Si vous pensez que ces points ont été résolus, vous pouvez retirer ce bandeau et améliorer la mise en forme d'un autre article.
 (juin 2025).
- Si vous ne connaissez pas le sujet, laissez ce bandeau (vous pouvez alors contacter les auteurs).
- Si vous supprimez le contenu mis en cause (vous pouvez préalablement contacter les auteurs),

argumentez précisément cette suppression dans la page de discussion
(un manque de référence n'est pas un argument ; une recherche réelle de référence doit avoir été effectuée, être formellement documentée).
Les lignes directrices de l'OCDE pour les essais de produits chimiques sont un ensemble de spécifications internationalement acceptées pour les essais de produits chimiques décidées par l'Organisation de coopération et de développement économiques (OCDE). Ils ont été publiés pour la première fois en 1981. Ils sont divisés en cinq sections :
- Section 1 : Propriétés physico-chimiques
- Section 2 : Effets sur les systèmes biotiques
- Section 3 : Devenir et comportement environnemental
- Section 4 : Effets sur la santé
- Section 5 : Autres directives de test

Les lignes directrices sont numérotées avec des numéros à trois chiffres, le numéro de section étant le premier numéro. Parfois, les directives sont suivies d’une lettre.
Les lignes directrices font l’objet d’une révision constante : elles sont périodiquement mises à jour, de nouvelles lignes directrices sont adoptées et d’autres sont retirées. Les directives précédentes sont conservées sur le site Web à des fins de référence. Les préoccupations en matière de bien-être animal sont traitées en veillant à ce que les tests sur les animaux ne soient autorisés que lorsque cela est nécessaire. Une directive de l'OCDE oblige un régulateur national à utiliser les études TG réalisées dans un autre pays membre (acceptation mutuelle des données, « MAD » (mettant en œuvre la mission de l'OCDE de réduire les barrières commerciales non tarifaires), et l'OCDE contacte les pays non membres de l'OCDE pour qu'ils utilisent les TG lorsque ces pays réglementent les produits chimiques.
De nombreux TG pour les effets sur la santé (tests de toxicité) fonctionnent ensemble, dans un processus appelé « rangement des dosages» ; réduisant les doses tout en prolongeant la période d'exposition. Les effets in vitro d'un produit chimique sont rapidement découverts en utilisant une large gamme de doses, qui déterminent les doses pour les tests in vivo aigus ; ensuite, des tests d'exposition semi-chroniques chez les vertébrés, dont le but est de trouver la « dose maximale tolérée » (DMT) - la dose que les animaux sont susceptibles de tolérer pendant la durée du TG final - un test chronique d'une exposition typique d'un à deux ans (pour imiter une exposition humaine à vie). La MTD devient la dose la plus élevée dans le test d'exposition chronique, et généralement un à trois niveaux de dose plus faibles sont ajoutés (généralement d'environ 20 à 100 fois), souvent dans la plage « mg/kg par jour » (par exemple, 400, 150 et 50 mg/kg d-). Consultez le TG 453 (Toxicité chronique/cancérogénicité combinée) pour en savoir plus sur la détermination des doses.
À ces doses élevées d’exposition chronique, la toxicité est probable chez certains animaux, mais pas chez tous, ce qui permet d’obtenir un nombre restreint d’animaux abordables. L'évaluation des risques est réalisée en prenant la dose sans effet ou la dose la plus faible du TG, en la divisant par un facteur de sécurité (par exemple 100 fois) et en comparant cette « dose sûre » aux expositions prévues.
Il a été observé que ces doses chroniques de TG sont irréalistes (proches des doses toxiques) pour déterminer les effets de nos expositions réelles, c'est-à-dire qu'elles ne testent pas réellement leur hypothèse. Les chercheurs universitaires, au contraire, s'intéressent à l'hypothèse « quels sont les effets de nos expositions réelles ? » et ont publié à ce jour au moins 20 000 résultats sur la toxicité des produits chimiques à faibles doses chez les animaux vertébrés, à raison d'environ 3 ou 4 par jour. Les TG chroniques ont d’autres insensibilités à la détection de toxicité : ils sacrifient les animaux à l’équivalent humain du début de la soixantaine, avant même que la plupart des maladies chroniques ne se manifestent. Les effets ne sont détectés qu’avec des microscopes à lumière visible. Enfin, elles sont réalisées par la partie qui a un intérêt financier majeur à ce que le produit chimique soit suffisamment sûr pour être commercialisé. Néanmoins, les régulateurs, les politiciens et les autres parties prenantes estiment que les TG sont fiables pour déterminer les risques.
Les lignes directrices sont disponibles en anglais et en français.

## Liste des lignes directrices

### Section 1: Propriétés physico-chimiques
| Number | Title |
| ------ | --- |
| 101    | Spectroscopie ultraviolet-visible |
| 102    | Point de fusion / Intervalle de fusion |
| 103    | Point d'ébullition |
| 104    | Pression de vapeur |
| 105    | Solubilité dans l'eau |
| 106    | Adsorption – Désorption par la méthode d'équilibre par lots                                                                                           |
| 107    | Coefficient de partage octanol-eau par la méthode du flacon agité                                                                                     |
| 108    | Capacité de formation de complexe de coordination dans l'eau                                                                                          |
| 109    | Masse volumique des liquides et des soldies |
| 110    | Granulométrie / Distribution de la longueur et du diamètre des fibres                                                                                 |
| 111    | Hydrolyse en fonction du pH |
| 112    | Constante de dissociation dans l'eau |
| 113    | Détermination de la stabilité thermique et de la stabilité dans l'air                                                                                 |
| 114    | Viscosité des liquides |
| 115    | Tension superficielle de solutions aqueuses |
| 116    | Solubilité dans les matières grasses des substances solides et liquides                                                                               |
| 117    | Coefficient de partage octanol-eau par HPLC |
| 118    | Détermination de la masse molaire moyenne en nombre et de la distribution de la masse molaire des polymères par chromatographie par perméation de gel |
| 119    | Détermination de la teneur en faible masse molaire d'un polymère par chromatographie par perméation de gel                                            |
| 120    | Dissolution/extraction des polymères dans l'eau |
| 121    | Estimation du coefficient de partage carbone organique-eau sur le sol et sur les boues d'épuration par HPLC                                           |
| 122    | Détermination du pH, de l'acidité et de l'alcalinité                                                                                                  |
| 123    | Coefficient de partage octanol-eau par la méthode d'agitation lente                                                                                   |

### Section 2: Effets sur les systèmes biotiques
Numéro	 Titre
201	 Algues d'eau douce et cyanobactéries, test d'inhibition de la croissance
202	 Daphnia sp. Test d'immobilisation aiguë
203	 Poisson, Test de toxicité aiguë
204	 Poisson, Test De Toxicité Prolongé : Étude De 14 Jours
205	 Test de toxicité alimentaire aviaire
206	 Test de reproduction aviaire
207	 Vers de terre, tests de toxicité aiguë
208	 Test des plantes terrestres : Émergence des semis et test de croissance des semis
209	 Boues activées, test d'inhibition de la respiration (oxydation du carbone et de l'ammonium)
210	 Poisson, test de toxicité au stade précoce de la vie
211	 Test de reproduction de Daphnia magna
212	 Poisson, test de toxicité à court terme sur les stades embryonnaire et sac-fry
213	 Abeilles, Test de toxicité orale aiguë
214	 Abeilles, test de toxicité aiguë par contact
215	 Poisson, test de croissance juvénile
216	 Micro-organismes du sol : Test de transformation de l'azote
217	 Micro-organismes du sol : Test de transformation du carbone
218	 Toxicité Chironomide Sédiment-Eau À L'Aide De Sédiments À Pointes
219	 Toxicité Chironomide Sédiment-Eau Utilisant De L'Eau Pointée
220	 Test de reproduction de l'enchytraïde
221	 Lemna sp. Test d'inhibition de la croissance
222	 Test de reproduction des vers de terre (Eisenia fetida/Eisenia andrei)
223	 Test de toxicité orale aiguë aviaire
224	 Détermination de l'inhibition de l'activité des bactéries anaérobies
225	 Test De Toxicité Du Lumber De L'Eau Des Sédiments À L'Aide De Sédiments À Pointes
226	 Test de reproduction des acariens prédateurs (Hypoaspis (Geolaelaps) aculeifer) dans le sol
227	 Test des plantes terrestres : Test de vigueur végétative
228	 Détermination de la toxicité au développement d'un produit chimique d'essai pour les mouches du fumier diptère (Scathophaga stercoraria L. (Scathophagidae), Musca autumnalis De Geer (Muscidae))
229	 Test de reproduction à court terme de poisson
230	 Test de poisson de 21 jours
231	 Test de la métamorphose des amphibiens
232	 Test de reproduction de Collembolan dans le sol
233	 Test de toxicité du cycle de vie du chironomide sédiment-eau à l'aide d'eau pointuée ou de sédiments pointus
234	 Test de développement sexuel du poisson
235	 Chironomus sp., Test d'immobilisation aiguë
236	 Test de toxicité aiguë des embryons de poisson (FET)
237	 Test de toxicité larvaire de l'abeille à miel (Apis Mellifera), exposition unique
238	 Test de toxicité de Myriophyllum Spicatum sans sédiments
239	 Test de toxicité du sédiment de l'eau Myriophyllum Spicatum
240	 Test de reproduction d'une génération étendue de Medaka (MEOGRT)
241	 Le test de croissance et de développement des amphibiens larvaires (LAGDA)

### Section 3: Devenir et comportement environnemental
| Numéro | Titre |
| ------ | --- |
| 301    | Biodégradabilité facile                                                                                         |
| 302A   | Biodégradabilité inhérente : test SCAS modifié                                                                  |
| 302B   | Biodégradabilité inhérente : test Zahn-Wellens/EVPA                                                             |
| 302C   | Biodégradabilité inhérente : test MITI modifié (II)                                                             |
| 303    | Essai de simulation – Traitement aérobie des eaux usées – A : Unités à boues activées ; B : Biofilms            |
| 304A   | Biodégradabilité inhérente au sol                                                                               |
| 305    | Bioaccumulation dans les poissons : exposition aqueuse et alimentaire                                           |
| 306    | Biodégradabilité dans l'eau de mer                                                                              |
| 307    | Transformation aérobie et anaérobie dans le sol                                                                 |
| 308    | Transformation aérobie et anaérobie dans les systèmes sédimentaires aquatiques                                  |
| 309    | Minéralisation aérobie dans les eaux de surface – Simulation de biodégradation                                  |
| 310    | Biodégradabilité immédiate – CO 2 dans des récipients scellés (test d'espace de tête)                           |
| 311    | Biodégradabilité anaérobie des composés organiques dans les boues digérées : par mesure de la production de gaz |
| 312    | Lessivage dans les colonnes de sol                                                                              |
| 313    | Estimation des émissions du bois traité avec un produit de préservation dans l'environnement                    |
| 314    | Essais de simulation pour évaluer la biodégradabilité des produits chimiques rejetés dans les eaux usées        |
| 315    | Bioaccumulation chez les oligochètes benthiques vivant dans les sédiments                                       |
| 316    | Phototransformation des produits chimiques dans l'eau – Photolyse directe                                       |
| 317    | Bioaccumulation chez les oligochètes terrestres                                                                 |

### Section 4: Effets sur la santé
Numéro	 Titre
401	 Toxicité orale aiguë
402	 Toxicité Dermique Aiguë
403	 Toxicité aiguë de l'inhalation
404	 Irritation/corrosion cutanée aiguë
405	 Irritation/corrosion oculaire aiguë
406	 Sensibilisation de la peau
407	 Étude de toxicité orale à doses répétées de 28 jours chez les rongeurs
408	 Étude de toxicité orale à doses répétées de 90 jours chez les rongeurs
409	 Étude de toxicité orale à doses répétées de 90 jours chez les non-rongents
410	 Toxicité dermique à doses répétées : étude de 21/28 jours
411	 Toxicité dermique subchronique : étude de 90 jours
412	 Toxicité de l'inhalation subaiguë : étude de 28 jours
413	 Toxicité subchronique par inhalation : étude de 90 jours
414	 Étude sur la toxicité du développement prénatal
415	 Étude sur la toxicité de la reproduction à une génération
416	 Toxicité de la reproduction à deux générations
417	 Toxicocinétique
418	 Neurotoxicité retardée des substances organophosphores après une exposition aiguë
419	 Neurotoxicité retardée des substances organophosphores : étude à doses répétées de 28 jours
420	 Toxicité Orale Aiguë - Procédure À Dose Fixe
421	 Test de dépistage de la toxicité de la reproduction/du développement
422	 Étude combinée de toxicité à doses répétées avec le test de dépistage de la toxicité de la reproduction/développement
423	 Toxicité orale aiguë - Méthode de classe toxique aiguë
424	 Étude de neurotoxicité chez les rongeurs
425	 Toxicité orale aiguë : procédure de haut en bas
426	 Étude sur la neurotoxicité du développement
427	 Absorption de la peau : méthode in vivo
428	 Absorption de la peau : méthode in vitro
429	 Sensibilisation de la peau
430	 Corrosion cutanée in vitro : Méthode d'essai de résistance électrique transcutanée (TER)
431	 Corrosion cutanée in vitro : Méthode de test de l'épiderme humain reconstruit (RHE)
432	 Test de phototoxicité in vitro 3T3 NRU
435	 Méthode d'essai de barrière membranaire in vitro pour la corrosion cutanée
436	 Toxicité aiguë par inhalation - Méthode de classe toxique aiguë
437	 Méthode de test d'opacité et de perméabilité de la cornéenne bovine pour identifier i) les produits chimiques induisant de graves lésions oculaires et ii) les produits chimiques ne nécessitant pas de classification pour l'irritation oculaire ou les lésions oculaires graves
438	 Méthode de test oculaire de poulet isolé pour identifier i) les produits chimiques induisant de graves lésions oculaires et ii) les produits chimiques ne nécessitant pas de classification pour l'irritation oculaire ou les lésions oculaires graves
439	 Irritation cutanée in vitro : méthode de test de l'épiderme humain reconstruite
440	 Bioessai utérotrophe chez les rongeurs
441	 Bioessai Hershberger chez les rats
442A	 Sensibilisation de la peau
442B	 Sensibilisation de la peau
442C	 Dans la sensibilisation chimique de la peau
442D	 Sensibilisation de la peau in vitro
443	 Étude étendue sur la toxicité de la reproduction d'une génération
451	 Études sur la cancérogénicité
452	 Études sur la toxicité chronique
453	 Études combinées de toxicité chronique/carcinogénicité
455	 Projet de directive de test basée sur la performance pour les tests in vitro de transactivation transfectée stable pour détecter les agonistes et les antagonistes des récepteurs aux oestrogènes
456	 Test de stéroïdogenèse H295R
457	 Méthode de test de transactivation des récepteurs d'oestrogènes BG1Luc pour identifier les agonistes et les antagonistes des récepteurs d'oestrogènes
460	 Méthode de test de fuite de fluorescéine pour identifier les corrosifs oculaires et les irritants sévères
471	 Test de mutation inverse bactérienne
473	 Test d'aberration chromosomique in vitro chez les mammifères
474	 Test du micronoyau des érythrocytes des mammifères
475	 Test d'aberration chromosomique de la moelle osseuse des mammifères
476	 Tests de mutation de gènes de cellules de mammifères in vitro à l'aide des gènes Hprt et xprt
477	 Toxicologie génétique : Test mortel récessif lié au sexe chez Drosophila melanogaster
478	 Test mortel dominant des rongeurs
479	 Toxicologie génétique : Test d'échange chromatide sœur in vitro dans les cellules de mammifères
480	 Toxicologie génétique : Saccharomyces cerevisiae, test de mutation génique
481	 Toxicologie génétique : Saacharomyces cerevisiae, essai de recombinaion miotique
482	 Toxicologie génétique : dommages et réparation de l'ADN, synthèse non programmée de l'ADN dans les cellules de mammifères in vitro
483	 Test d'aberration chromosomique spermatogonale des mammifères
484	 Toxicologie génétique : Test ponctuel de souris
485	 Toxicologie Génétique, Test De Translocation Héréditaire De Souris
486	 Test de synthèse d'ADN non programmé (UDS) avec des cellules hépatiques de mammifères in vivo
487	 Test de micronoyau de cellules de mammifères in vitro
488	 Essais de mutation somatique et des cellules germinales sur les rongeurs transgéniques
489	 Dosage de comète alcaline mammifère in vivo
490	 Tests de mutation in vitro du gène des cellules de mammifères à l'aide du gène de la thymidine kinase
491	 Méthode de test in vitro d'exposition à court terme pour identifier i) les produits chimiques induisant de graves dommages oculaires et ii) les produits chimiques ne nécessitant pas de classification pour l'irritation oculaire ou les dommages oculaires graves
492	 Méthode de test de l'épithélium humain de type cornée (RhCE) reconstruit pour identifier les produits chimiques ne nécessitant pas de classification et d'étiquetage pour l'irritation des yeux ou des lésions oculaires graves
493	 Directive de test basée sur la performance pour les tests in vitro du récepteur humain recombinant aux oestrogènes (hrER) pour détecter les produits chimiques avec une affinité de liaison ER

### Section 5: Autres directives de test
| Numéro | Titre                                                                                          |
| ------ | ---------------------------------------------------------------------------------------------- |
| 501    | Métabolisme dans les cultures                                                                  |
| 502    | Métabolisme dans les cultures en rotation                                                      |
| 503    | Métabolisme chez le bétail                                                                     |
| 504    | Résidus dans les cultures en rotation (études de terrain limitées)                             |
| 505    | Résidus dans le bétail                                                                         |
| 506    | Stabilité des résidus de pesticides dans les produits stockés                                  |
| 507    | Nature des résidus de pesticides dans les produits transformés – Hydrolyse à haute température |
| 508    | Ampleur des résidus de pesticides dans les produits transformés                                |
| 509    | Essai sur le terrain des cultures                                                              |